# На службі у Саєни Сефар
«На службі у Саєни Сефар» (англ. In the Service of Saena Sephar) — пригода, опублікована Reston Publishing у 1982 році для одиночної фентезійної рольової гри «Високе фентезі».

## Короткий зміст сюжету
«На службі у Саєни Сефар» — сольний пригодницький сценарій, у якому персонаж гравця повинен обшукати замок, щоб знайти та знешкодити магічний пристрій до того, як закінчиться відведений на це час. Пригода розгортається на острові Андріана, яким зараз спільно правлять три вожді. Гравець керує персонажем, на ім'я Алесте з Флайса, яка дізнається, що один зі співправителів, Гаерн, встановив магічний пристрій, який має вибухнути і вбити двох інших вождів; це дозволить Гаерну взяти на себе повний контроль над островом. Завдання гравця — не допустити захоплення влади Гаерном, знешкодивши бомбу або в інший спосіб.
Гравець починає свою пригоду на Сцені 1. У грі є ще 602 сцени. Вибір, який гравець робить наприкінці кожної сцени, визначає шлях, пройдений через книгу, що в кінцевому підсумку призводить до успіху або невдачі. Один і той самий гравець може проходити пригоду кілька разів, роблячи різні вибори в різний час, щоб побачити, як розгортається пригода надалі.

## Історія видання
Під час навчання в Університеті Індіани в середині 1970-х Джефф С. Діллов розробив рольову гру, яку пізніше опублікував як «Високе фентезі». У 1982 році Reston Publishing випустило In the Service of Saena Sephar, 164-сторінкову пригодницьку гру для одного гравця, написану Крейгом Фішером для системи «Високе фентезі».

## Відгуки
У серпневому виданні The Space Gamer (№ 54) за 1982 рік Девід Дж. Арлінгтон звернув увагу на спойлер на обкладинці та відносно високу ціну ($10,95 у 1982 році) і прокоментував: «Якщо ви можете не дивитися на обкладинку і не проти витратити гроші, ця гра забезпечить вам багато годин захопливої гри».
У грудневому випуску журналу «Дракон» за 1982 рік (випуск № 68) Роберт Пламондон зазначив, що через усі можливі шляхи, якими може піти ця пригода, існує «дивовижна кількість способів виграти або програти». Він підсумував: «Це жорстка, але справедлива гра, яку можна переграти».